# Saison 2019-2020 des Celtics de Boston
La saison 2019-2020 des Celtics de Boston est la 74e saison de la franchise en National Basketball Association (NBA).
Au début de la saison, l'équipe signe l'agent libre, Kemba Walker, pour devenir le meneur titulaire de l'équipe. À l'aube de la saison, Jaylen Brown renouvelle son contrat sur 4 années supplémentaires.
Deux joueurs de l'équipe, Walker et Jayson Tatum, sont sélectionnés pour le NBA All-Star Game 2020.
Les Celtics se qualifient pour les playoffs le 10 mars 2020 après une victoire à Indiana sur le score de 114 à 111.
La saison a été suspendue par les officiels de la ligue après les matchs du 11 mars après l'annonce que Rudy Gobert était positif au Covid-19. Le 12 mars 2020, le président de la ligue Adam Silver annonce que le championnat est arrêté pour « au moins 30 jours ». La franchise reprend la saison régulière le 31 juillet 2020, à Orlando.
Durant les playoffs, l'équipe se qualifie jusqu'en finale de conférence où ils s'inclinent face au Heat de Miami, sur le score de 4-2 dans la série.

## Draft
| Tour | Choix | Joueur         | Poste | Nationalité | Provenance              |
| ---- | ----- | -------------- | ----- | ----------- | ----------------------- |
| 1    | 14    | Romeo Langford | SG    | États-Unis  | Hoosiers de l'Indiana   |
| 1    | 22    | Grant Williams | PF    | États-Unis  | Volunteers du Tennessee |
| 2    | 33    | Carsen Edwards | PG    | États-Unis  | Boilermakers de Purdue  |
| 2    | 51    | Tremont Waters | PG    | États-Unis  | Tigers de LSU           |

## Matchs

### Summer League
| Summer League Total: 4-1 |

| Match | Date match | Équipe       | Score   | Meilleur marqueur   | Meilleur rebondeur   | Meilleur passeur   | Lieux Spectateurs    | Série |
| ----- | ---------- | ------------ | ------- | ------------------- | -------------------- | ------------------ | -------------------- | ----- |
| 1     | 6 juillet  | Philadelphie | V 96-82 | Carsen Edwards (20) | Robert Williams (9)  | Green, Ray (3)     | Thomas & Mack Center | 1 - 0 |
| 2     | 8 juillet  | Cleveland    | V 89-72 | Carsen Edwards (14) | Stan Okoye (8)       | Tremont Waters (5) | Thomas & Mack Center | 2 - 0 |
| 3     | 9 juillet  | Denver       | V 95-82 | Carsen Edwards (23) | Onuaku, Williams (8) | Tremont Waters (5) | Cox Pavilion         | 3 - 0 |
| 4     | 11 juillet | Memphis      | V 95-82 | Grant Williams (21) | Robert Williams (16) | Tremont Waters (9) | Thomas & Mack Center | 4 - 0 |
| 5     | 13 juillet | Memphis      | D 88-94 | Carsen Edwards (25) | Robert Williams (12) | Strus, Waters (3)  | Thomas & Mack Center | 4 - 1 |

### Pré-saison
| Pré-saison Total: 4-0 (Domicile : 2-0; Extérieur : 2-0) |

| Match | Date match | Équipe      | Score     | Meilleur marqueur   | Meilleur rebondeur | Meilleur passeur     | Lieux               | Série |
| ----- | ---------- | ----------- | --------- | ------------------- | ------------------ | -------------------- | ------------------- | ----- |
| 1     | 6 octobre  | Charlotte   | V 107-106 | Jayson Tatum (20)   | Grant Williams (9) | Kemba Walker (4)     | TD Garden           | 1 - 0 |
| 2     | 11 octobre | @ Orlando   | V 100-75  | Jayson Tatum (15)   | Daniel Theis (9)   | Smart, Wanamaker (4) | Amway Center        | 2 - 0 |
| 3     | 13 octobre | Cleveland   | V 118-72  | Max Strus (14)      | Jayson Tatum (9)   | Tremont Waters (4)   | TD Garden           | 3 - 0 |
| 4     | 15 octobre | @ Cleveland | V 118-95  | Carsen Edwards (30) | Javonte Green (9)  | Tremont Waters (7)   | Quicken Loans Arena | 4 - 0 |

### Matchs de préparation à Orlando avant la reprise de la saison régulière
| Matchs de préparation Total: 1-2 |

| Match | Date match | Équipe        | Score     | Meilleur marqueur   | Meilleur rebondeur | Meilleur passeur     | Lieux                | Série |
| ----- | ---------- | ------------- | --------- | ------------------- | ------------------ | -------------------- | -------------------- | ----- |
| 1     | 24 juillet | Oklahoma City | D 84-98   | Enes Kanter (11)    | Enes Kanter (10)   | Tremont Waters (5)   | Visa Athletic Center | 0 - 1 |
| 2     | 26 juillet | Phoenix       | V 117-103 | Jaylen Brown (21)   | Jayson Tatum (9)   | Smart, Wanamaker (4) | Visa Athletic Center | 1 - 1 |
| 3     | 28 juillet | Houston       | D 112-137 | Carsen Edwards (19) | Grant Williams (9) | Edwards, Waters (4)  | The Arena            | 1 - 2 |

### Saison régulière
| Saison régulière Total: 48-24 (Domicile : 26-10; Extérieur : 22-14) |

| Match | Date match | Équipe         | Score     | Meilleur marqueur   | Meilleur rebondeur  | Meilleur passeur   | Lieux                 | Série |
| ----- | ---------- | -------------- | --------- | ------------------- | ------------------- | ------------------ | --------------------- | ----- |
| 1     | 23 octobre | @ Philadelphie | D 93-107  | Gordon Hayward (25) | Jayson Tatum (10)   | Marcus Smart (8)   | Wells Fargo Center    | 0 - 1 |
| 2     | 25 octobre | Toronto        | V 112-106 | Jaylen Brown (25)   | Brown, Tatum (9)    | Trois joueurs (4)  | TD Garden             | 1 - 1 |
| 3     | 26 octobre | @ New York     | V 118-95  | Kemba Walker (32)   | Jayson Tatum (9)    | Smart, Walker (4)  | Madison Square Garden | 2 - 1 |
| 4     | 30 octobre | Milwaukee      | V 116-105 | Kemba Walker (32)   | Gordon Hayward (10) | Gordon Hayward (7) | TD Garden             | 3 - 1 |

| Match | Date match   | Équipe          | Score          | Meilleur marqueur   | Meilleur rebondeur  | Meilleur passeur     | Lieux                      | Série  |
| ----- | ------------ | --------------- | -------------- | ------------------- | ------------------- | -------------------- | -------------------------- | ------ |
| 5     | 1er novembre | New York        | V 104-102      | Kemba Walker (33)   | Gordon Hayward (9)  | Kemba Walker (5)     | TD Garden                  | 4 - 1  |
| 6     | 5 novembre   | @ Cleveland     | V 119-113      | Gordon Hayward (39) | Daniel Theis (9)    | Gordon Hayward (8)   | Rocket Mortgage FieldHouse | 5 - 1  |
| 7     | 7 novembre   | @ Charlotte     | V 108-87       | Jayson Tatum (23)   | Gordon Hayward (10) | Hayward, Walker (6)  | Spectrum Center            | 6 - 1  |
| 8     | 9 novembre   | @ San Antonio   | V 135-115      | Jaylen Brown (30)   | Trois joueurs (7)   | Kemba Walker (8)     | AT&T Center                | 7 - 1  |
| 9     | 11 novembre  | Dallas          | V 116-106      | Kemba Walker (29)   | Jaylen Brown (11)   | Marcus Smart (6)     | TD Garden                  | 8 - 1  |
| 10    | 13 novembre  | Washington      | V 140-133      | Kemba Walker (25)   | Enes Kanter (9)     | Trois joueurs (5)    | TD Garden                  | 9 - 1  |
| 11    | 15 novembre  | @ Golden State  | V 105-100      | Jayson Tatum (24)   | Brown, Tatum (8)    | Kemba Walker (5)     | Chase Center               | 10 - 1 |
| 12    | 17 novembre  | @ Sacramento    | D 99-100       | Jaylen Brown (18)   | Daniel Theis (10)   | Smart, Walker (9)    | Golden 1 Center            | 10 - 2 |
| 13    | 18 novembre  | @ Phoenix       | V 99-85        | Jayson Tatum (26)   | Tatum, Theis (11)   | Brad Wanamaker (6)   | Talking Stick Resort Arena | 11 - 2 |
| 14    | 20 novembre  | @ L.A. Clippers | D 104-107 (OT) | Jayson Tatum (30)   | Daniel Theis (14)   | Marcus Smart (8)     | Staples Center             | 11 - 3 |
| 15    | 22 novembre  | @ Denver        | D 92-96        | Jaylen Brown (22)   | Jaylen Brown (10)   | Brown, Wanamaker (4) | Pepsi Center               | 11 - 4 |
| 16    | 25 novembre  | Sacramento      | V 103-102      | Jaylen Brown (24)   | Enes Kanter (9)     | Marcus Smart (7)     | TD Garden                  | 12 - 4 |
| 17    | 27 novembre  | Brooklyn        | V 121-110      | Kemba Walker (39)   | Jaylen Brown (10)   | Smart, Tatum (5)     | TD Garden                  | 13 - 4 |
| 18    | 29 novembre  | @ Brooklyn      | D 107-112      | Jayson Tatum (26)   | Jayson Tatum (9)    | Kemba Walker (6)     | Barclays Center            | 13 - 5 |

| Match | Date match   | Équipe       | Score     | Meilleur marqueur | Meilleur rebondeur   | Meilleur passeur      | Lieux                    | Série  |
| ----- | ------------ | ------------ | --------- | ----------------- | -------------------- | --------------------- | ------------------------ | ------ |
| 19    | 1er décembre | @ New York   | V 113-104 | Jayson Tatum (30) | Enes Kanter (11)     | Kemba Walker (10)     | Madison Square Garden    | 14 - 5 |
| 20    | 4 décembre   | Miami        | V 112-93  | Jaylen Brown (31) | Robert Williams (10) | Kemba Walker (7)      | TD Garden                | 15 - 5 |
| 21    | 6 décembre   | Denver       | V 108-95  | Jayson Tatum (26) | Brown, Tatum (7)     | Jayson Tatum (5)      | TD Garden                | 16 - 5 |
| 22    | 9 décembre   | Cleveland    | V 110-88  | Kemba Walker (22) | Jayson Tatum (11)    | Kemba Walker (7)      | TD Garden                | 17 - 5 |
| 23    | 11 décembre  | @ Indiana    | D 117-122 | Kemba Walker (44) | Jaylen Brown (8)     | Jaylen Brown (8)      | Bankers Life Fieldhouse  | 17 - 6 |
| 24    | 12 décembre  | Philadelphie | D 109-115 | Kemba Walker (29) | Enes Kanter (9)      | Kemba Walker (8)      | TD Garden                | 17 - 7 |
| 25    | 18 décembre  | @ Dallas     | V 109-103 | Kemba Walker (32) | Enes Kanter (13)     | Kemba Walker (3)      | American Airlines Center | 18 - 7 |
| 26    | 20 décembre  | Détroit      | V 114-93  | Brown, Tatum (26) | Enes Kanter (18)     | Kemba Walker (11)     | TD Garden                | 19 - 7 |
| 27    | 22 décembre  | Charlotte    | V 119-93  | Jayson Tatum (39) | Enes Kanter (13)     | Bradley Wanamaker (8) | TD Garden                | 20 - 7 |
| 28    | 25 décembre  | @ Toronto    | V 118-102 | Jaylen Brown (30) | Enes Kanter (11)     | Hayward, Tatum (6)    | Scotiabank Arena         | 21 - 7 |
| 29    | 27 décembre  | Cleveland    | V 129-117 | Jaylen Brown (34) | Brown, Kanter (9)    | Gordon Hayward (8)    | TD Garden                | 22 - 7 |
| 30    | 28 décembre  | Toronto      | D 97-113  | Kemba Walker (30) | Hayward, Kanter (6)  | Jayson Tatum (4)      | TD Garden                | 22 - 8 |
| 31    | 31 décembre  | @ Charlotte  | V 109-92  | Jayson Tatum (24) | Enes Kanter (14)     | Smart, Walker (7)     | Spectrum Center          | 23 - 8 |

| Match | Date match | Équipe                | Score     | Meilleur marqueur   | Meilleur rebondeur  | Meilleur passeur      | Lieux                   | Série   |
| ----- | ---------- | --------------------- | --------- | ------------------- | ------------------- | --------------------- | ----------------------- | ------- |
| 32    | 3 janvier  | Atlanta               | V 109-106 | Jaylen Brown (24)   | Enes Kanter (11)    | Marcus Smart (9)      | TD Garden               | 24 - 8  |
| 33    | 4 janvier  | @ Chicago             | V 111-104 | Jayson Tatum (28)   | Enes Kanter (12)    | Smart, Wanamaker (5)  | United Center           | 25 - 8  |
| 34    | 6 janvier  | @ Washington          | D 94-99   | Jaylen Brown (23)   | Jaylen Brown (12)   | Gordon Hayward (4)    | Capital One Arena       | 25 - 9  |
| 35    | 8 janvier  | San Antonio           | D 114-129 | Gordon Hayward (18) | Enes Kanter (7)     | Marcus Smart (5)      | TD Garden               | 25 - 10 |
| 36    | 9 janvier  | @ Philadelphie        | D 98-109  | Kemba Walker (26)   | Enes Kanter (11)    | Jaylen Brown (4)      | Wells Fargo Center      | 25 - 11 |
| 37    | 11 janvier | La Nouvelle-Orléans   | V 140-105 | Jayson Tatum (41)   | Enes Kanter (19)    | Kemba Walker (7)      | TD Garden               | 26 - 11 |
| 38    | 13 janvier | Chicago               | V 113-101 | Jayson Tatum (21)   | Enes Kanter (9)     | Hayward, Smart (8)    | TD Garden               | 27 - 11 |
| 39    | 15 janvier | Détroit               | D 103-116 | Gordon Hayward (25) | Jaylen Brown (12)   | Daniel Theis (6)      | TD Garden               | 27 - 12 |
| 40    | 16 janvier | @ Milwaukee           | D 123-128 | Kemba Walker (40)   | Kemba Walker (11)   | Bradley Wanamaker (4) | Fiserv Forum            | 27 - 13 |
| 41    | 18 janvier | Phoenix               | D 119-123 | Marcus Smart (37)   | Jayson Tatum (10)   | Marcus Smart (8)      | TD Garden               | 27 - 14 |
| 42    | 20 janvier | L.A. Lakers           | V 139-107 | Jayson Tatum (27)   | Enes Kanter (11)    | Kemba Walker (7)      | TD Garden               | 28 - 14 |
| 43    | 22 janvier | Memphis               | V 119-95  | Jayson Tatum (23)   | Enes Kanter (8)     | Marcus Smart (6)      | TD Garden               | 29 - 14 |
| 44    | 24 janvier | @ Orlando             | V 109-98  | Kemba Walker (37)   | Gordon Hayward (14) | Smart, Walker (6)     | Amway Center            | 30 - 14 |
| 45    | 26 janvier | @ La Nouvelle-Orléans | D 108-123 | Kemba Walker (35)   | Daniel Theis (9)    | Marcus Smart (7)      | Smoothie King Center    | 30 - 15 |
| 46    | 28 janvier | @ Miami               | V 109-101 | Gordon Hayward (29) | Daniel Theis (11)   | Kemba Walker (8)      | American Airlines Arena | 31 - 15 |
| 47    | 30 janvier | Golden State          | V 119-104 | Gordon Hayward (25) | Hayward, Theis (8)  | Marcus Smart (6)      | TD Garden               | 32 - 15 |

| Match                  | Date match  | Équipe          | Score           | Meilleur marqueur   | Meilleur rebondeur  | Meilleur passeur      | Lieux                   | Série   |
| ---------------------- | ----------- | --------------- | --------------- | ------------------- | ------------------- | --------------------- | ----------------------- | ------- |
| 48                     | 1er février | Philadelphie    | V 116-95        | Jaylen Brown (32)   | Brown, Hayward (9)  | Smart, Tatum (4)      | TD Garden               | 33 - 15 |
| 49                     | 3 février   | @ Atlanta       | V 123-115       | Jayson Tatum (28)   | Enes Kanter (9)     | Gordon Hayward (6)    | State Farm Arena        | 34 - 15 |
| 50                     | 5 février   | Orlando         | V 116-100       | Jayson Tatum (33)   | Kanter, Tatum (8)   | Gordon Hayward (7)    | TD Garden               | 35 - 15 |
| 51                     | 7 février   | Atlanta         | V 112-107       | Jayson Tatum (32)   | Enes Kanter (15)    | Trois joueurs (6)     | TD Garden               | 36 - 15 |
| 52                     | 9 février   | @ Oklahoma City | V 112-111       | Kemba Walker (27)   | Tatum, Theis (11)   | Daniel Theis (5)      | Chesapeake Energy Arena | 37 - 15 |
| 53                     | 11 février  | @ Houston       | D 105-116       | Gordon Hayward (20) | Tatum, Theis (9)    | Gordon Hayward (6)    | Toyota Center           | 37 - 16 |
| 54                     | 13 février  | L.A. Clippers   | V 141-133 (2OT) | Jayson Tatum (39)   | Gordon Hayward (13) | Kemba Walker (7)      | TD Garden               | 38 - 16 |
| NBA All-Star Game 2020 |             |                 |                 |                     |                     |                       |                         |         |
| 55                     | 21 février  | @ Minnesota     | V 127-117       | Gordon Hayward (29) | Daniel Theis (16)   | Marcus Smart (10)     | Target Center           | 39 - 16 |
| 56                     | 23 février  | @ L.A. Lakers   | D 112-114       | Jayson Tatum (41)   | Daniel Theis (9)    | Gordon Hayward (9)    | Staples Center          | 39 - 17 |
| 57                     | 25 février  | @ Portland      | V 118-106       | Jayson Tatum (36)   | Daniel Theis (9)    | Bradley Wanamaker (4) | Moda Center             | 40 - 17 |
| 58                     | 26 février  | @ Utah          | V 114-103       | Jayson Tatum (33)   | Jayson Tatum (11)   | Marcus Smart (9)      | Vivint Smart Home Arena | 41 - 17 |
| 59                     | 29 février  | Houston         | D 110-111 (OT)  | Jayson Tatum (32)   | Daniel Theis (15)   | Marcus Smart (7)      | TD Garden               | 41 - 18 |

| Match | Date match | Équipe        | Score          | Meilleur marqueur   | Meilleur rebondeur  | Meilleur passeur   | Lieux                      | Série   |
| ----- | ---------- | ------------- | -------------- | ------------------- | ------------------- | ------------------ | -------------------------- | ------- |
| 60    | 3 mars     | Brooklyn      | D 120-129 (OT) | Jaylen Brown (22)   | Javonte Green (8)   | Marcus Smart (10)  | TD Garden                  | 41 - 19 |
| 61    | 4 mars     | @ Cleveland   | V 112-106      | Jayson Tatum (32)   | Enes Kanter (11)    | Jayson Tatum (6)   | Rocket Mortgage FieldHouse | 42 - 19 |
| 62    | 6 mars     | Utah          | D 94-99        | Marcus Smart (29)   | Daniel Theis (9)    | Kemba Walker (7)   | TD Garden                  | 42 - 20 |
| 63    | 8 mars     | Oklahoma City | D 104-105      | Gordon Hayward (24) | Marcus Smart (10)   | Kemba Walker (5)   | TD Garden                  | 42 21   |
| 64    | 10 mars    | @ Indiana     | V 114-111      | Jayson Tatum (30)   | Gordon Hayward (10) | Hayward, Smart (5) | Bankers Life Fieldhouse    | 43 - 21 |

| Match | Date match | Équipe       | Score | Meilleur marqueur | Meilleur rebondeur | Meilleur passeur | Lieux                   | Série |
| ----- | ---------- | ------------ | ----- | ----------------- | ------------------ | ---------------- | ----------------------- | ----- |
| -     | Annulé     | @ Milwaukee  |       |                   |                    |                  | Fiserv Forum            | -     |
| -     | Annulé     | Washington   |       |                   |                    |                  | TD Garden               | -     |
| -     | Annulé     | @ Chicago    |       |                   |                    |                  | United Center           | -     |
| -     | Annulé     | @ New York   |       |                   |                    |                  | TD Garden               | -     |
| -     | Annulé     | @ Toronto    |       |                   |                    |                  | Scotiabank Arena        | -     |
| -     | Annulé     | @ Brooklyn   |       |                   |                    |                  | Barclays Center         | -     |
| -     | Annulé     | @ Washington |       |                   |                    |                  | Capital One Arena       | -     |
| -     | Annulé     | @ Memphis    |       |                   |                    |                  | FedExForum              | -     |
| -     | Annulé     | Portland     |       |                   |                    |                  | TD Garden               | -     |
| -     | Annulé     | Minnesota    |       |                   |                    |                  | TD Garden               | -     |
| -     | Annulé     | Miami        |       |                   |                    |                  | TD Garden               | -     |
| -     | Annulé     | Orlando      |       |                   |                    |                  | TD Garden               | -     |
| -     | Annulé     | Milwaukee    |       |                   |                    |                  | TD Garden               | -     |
| -     | Annulé     | Indiana      |       |                   |                    |                  | TD Garden               | -     |
| -     | Annulé     | @ Orlando    |       |                   |                    |                  | Amway Center            | -     |
| -     | Annulé     | @ Miami      |       |                   |                    |                  | American Airlines Arena | -     |
| -     | Annulé     | @ Détroit    |       |                   |                    |                  | Little Caesars Arena    | -     |
| -     | Annulé     | Chicago      |       |                   |                    |                  | TD Garden               | -     |

| Match | Date match | Équipe      | Score     | Meilleur marqueur | Meilleur rebondeur | Meilleur passeur   | Lieux          | Série   |
| ----- | ---------- | ----------- | --------- | ----------------- | ------------------ | ------------------ | -------------- | ------- |
| 65    | 31 juillet | @ Milwaukee | D 112-119 | Marcus Smart (23) | Daniel Theis (12)  | Gordon Hayward (6) | HP Field House | 43 - 22 |

| Match | Date match | Équipe     | Score          | Meilleur marqueur   | Meilleur rebondeur  | Meilleur passeur  | Lieux              | Série   |
| ----- | ---------- | ---------- | -------------- | ------------------- | ------------------- | ----------------- | ------------------ | ------- |
| 66    | 2 août     | Portland   | V 128-124      | Jayson Tatum (34)   | Hayward, Kanter (8) | Jayson Tatum (8)  | AdventHealth Arena | 44 - 22 |
| 67    | 4 août     | @ Miami    | D 106-112      | Jayson Tatum (23)   | Jaylen Brown (10)   | Kemba Walker (4)  | HP Field House     | 44 - 23 |
| 68    | 5 août     | Brooklyn   | V 149-115      | Jaylen Brown (21)   | Gordon Hayward (7)  | Marcus Smart (6)  | AdventHealth Arena | 45 - 23 |
| 69    | 7 août     | @ Toronto  | V 122-100      | Jaylen Brown (20)   | Daniel Theis (11)   | Marcus Smart (5)  | AdventHealth Arena | 46 - 23 |
| 70    | 9 août     | Orlando    | V 122-119 (OT) | Gordon Hayward (31) | Jaylen Brown (12)   | Marcus Smart (9)  | AdventHealth Arena | 47 - 23 |
| 71    | 11 août    | @ Memphis  | V 122-107      | Jayson Tatum (29)   | Enes Kanter (8)     | Marcus Smart (9)  | HP Field House     | 48 - 23 |
| 72    | 13 août    | Washington | V 90-96        | Javonte Green (23)  | Vincent Poirier (9) | Trois joueurs (4) | AdventHealth Arena | 48 - 24 |

### Playoffs
| Playoffs Total: 10-7 (Domicile : 3-5; Extérieur : 7-2) |

| Match | Date match | Équipe         | Score     | Meilleur marqueur | Meilleur rebondeur | Meilleur passeur  | Lieux           | Série |
| ----- | ---------- | -------------- | --------- | ----------------- | ------------------ | ----------------- | --------------- | ----- |
| 1     | 17 août    | Philadelphie   | V 109-101 | Jayson Tatum (32) | Jayson Tatum (13)  | Kemba Walker (5)  | The Field House | 1 - 0 |
| 2     | 19 août    | Philadelphie   | V 128-101 | Jayson Tatum (33) | Enes Kanter (9)    | Jayson Tatum (5)  | The Field House | 2 - 0 |
| 3     | 21 août    | @ Philadelphie | V 102-94  | Kemba Walker (24) | Smart, Walker (8)  | Kemba Walker (4)  | The Field House | 3 - 0 |
| 4     | 23 août    | @ Philadelphie | V 110-106 | Kemba Walker (32) | Jayson Tatum (15)  | Trois joueurs (4) | The Field House | 4 - 0 |

| Match | Date match    | Équipe    | Score           | Meilleur marqueur | Meilleur rebondeur | Meilleur passeur  | Lieux              | Série |
| ----- | ------------- | --------- | --------------- | ----------------- | ------------------ | ----------------- | ------------------ | ----- |
| 1     | 30 août       | @ Toronto | V 112-94        | Smart, Tatum (21) | Daniel Theis (15)  | Kemba Walker (10) | The Field House    | 1 - 0 |
| 2     | 1er septembre | @ Toronto | V 102-99        | Jayson Tatum (34) | Daniel Theis (9)   | Jayson Tatum (6)  | The Field House    | 2 - 0 |
| 3     | 3 septembre   | Toronto   | D 103-104       | Kemba Walker (29) | Jaylen Brown (12)  | Jayson Tatum (6)  | The Field House    | 2 - 1 |
| 4     | 5 septembre   | Toronto   | D 93-100        | Jayson Tatum (24) | Jayson Tatum (10)  | Kemba Walker (8)  | The Field House    | 2 - 2 |
| 5     | 7 septembre   | @ Toronto | V 111-89        | Jaylen Brown (27) | Jayson Tatum (10)  | Kemba Walker (7)  | The Field House    | 3 - 2 |
| 6     | 9 septembre   | Toronto   | D 122-125 (2OT) | Jaylen Brown (31) | Jaylen Brown (16)  | Marcus Smart (10) | The Field House    | 3 - 3 |
| 7     | 11 septembre  | @ Toronto | V 92-87         | Jayson Tatum (29) | Jayson Tatum (12)  | Jayson Tatum (7)  | AdventHealth Arena | 4 - 3 |

| Match | Date match   | Équipe  | Score          | Meilleur marqueur | Meilleur rebondeur | Meilleur passeur      | Lieux              | Série |
| ----- | ------------ | ------- | -------------- | ----------------- | ------------------ | --------------------- | ------------------ | ----- |
| 1     | 15 septembre | Miami   | D 114-117 (OT) | Jayson Tatum (30) | Jayson Tatum (14)  | Walker, Wanamaker (6) | The Field House    | 0 - 1 |
| 2     | 17 septembre | Miami   | D 101-106      | Kemba Walker (23) | Daniel Theis (8)   | Smart, Tatum (4)      | AdventHealth Arena | 0 - 2 |
| 3     | 19 septembre | @ Miami | V 117-106      | Jaylen Brown (26) | Jayson Tatum (14)  | Jayson Tatum (8)      | AdventHealth Arena | 1 - 2 |
| 4     | 21 septembre | @ Miami | D 109-112      | Jayson Tatum (28) | Trois joueurs (9)  | Marcus Smart (11)     | AdventHealth Arena | 1 - 3 |
| 5     | 23 septembre | Miami   | V 121-108      | Jayson Tatum (31) | Daniel Theis (13)  | Marcus Smart (8)      | AdventHealth Arena | 2 - 3 |
| 6     | 25 septembre | @ Miami | D 113-125      | Jaylen Brown (26) | Brown, Smart (8)   | Jayson Tatum (11)     | AdventHealth Arena | 2 - 4 |

### Confrontations en saison régulière
| Conférence Est      | Conférence Est                              | Conférence Est                              | Conférence Est                              | Conférence Est                              | Conférence Ouest                            | Conférence Ouest                            | Conférence Ouest                            |
| Division Atlantique | Division Atlantique                         | Division Atlantique                         | Division Atlantique                         | Division Atlantique                         | Division Nord-Ouest                         | Division Nord-Ouest                         | Division Nord-Ouest                         |
| Équipe              | Domicile                                    | Domicile                                    | Extérieur                                   | Extérieur                                   | Équipe                                      | Domicile                                    | Extérieur                                   |
| ------------------- | ------------------------------------------- | ------------------------------------------- | ------------------------------------------- | ------------------------------------------- | ------------------------------------------- | ------------------------------------------- | ------------------------------------------- |
|                     |                                             |                                             |                                             |                                             | Denver                                      | 108-95                                      | 92-96                                       |
| Brooklyn            | 121-110                                     | 120-129 (OT)                                | 107-112                                     |                                             | Minnesota                                   |                                             | 127-117                                     |
| New York            | 104-102                                     |                                             | 118-95                                      | 113-104                                     | Oklahoma City                               | 104-105                                     | 112-111                                     |
| Philadelphie        | 109-115                                     | 116-95                                      | 93-107                                      | 98-109                                      | Portland                                    |                                             | 118-106                                     |
| Toronto             | 112-106                                     | 97-113                                      | 118-102                                     |                                             | Utah                                        | 94-99                                       | 114-103                                     |
| Matchs à Orlando    |                                             |                                             |                                             |                                             |                                             |                                             |                                             |
| Brooklyn            | 149-115                                     |                                             |                                             |                                             | Portland                                    | 128-124                                     |                                             |
| Toronto             |                                             |                                             | 122-100                                     |                                             |                                             |                                             |                                             |
|                     | 5–3                                         | 5–3                                         | 4–3                                         | 4–3                                         |                                             | 2–2                                         | 4–1                                         |
| Division            | 9–6                                         | 9–6                                         | 9–6                                         | 9–6                                         | Division                                    | 6–3                                         | 6–3                                         |
| Division Centrale   | Division Centrale                           | Division Centrale                           | Division Centrale                           | Division Centrale                           | Division Pacifique                          | Division Pacifique                          | Division Pacifique                          |
| Équipe              | Domicile                                    | Domicile                                    | Extérieur                                   | Extérieur                                   | Équipe                                      | Domicile                                    | Extérieur                                   |
| Chicago             | 113-101                                     |                                             | 111-104                                     |                                             | Golden State                                | 119-104                                     | 105-100                                     |
| Cleveland           | 110-88                                      | 129-117                                     | 119-113                                     | 112-106                                     | L.A. Clippers                               | 141-133 (2OT)                               | 104-107 (OT)                                |
| Detroit             | 114-93                                      | 103-116                                     |                                             |                                             | L.A. Lakers                                 | 139-107                                     | 112-114                                     |
| Indiana             |                                             |                                             | 117-122                                     | 114-111                                     | Phoenix                                     | 119-123                                     | 99-85                                       |
| Milwaukee           | 116-105                                     |                                             | 123-128                                     |                                             | Sacramento                                  | 103-102                                     | 99-100                                      |
| Matchs à Orlando    |                                             |                                             |                                             |                                             |                                             |                                             |                                             |
| Milwaukee           |                                             |                                             | 112-119                                     |                                             |                                             |                                             |                                             |
|                     | 5–1                                         | 5–1                                         | 4–3                                         | 4–3                                         |                                             | 4–1                                         | 2–3                                         |
| Division            | 9–4                                         | 9–4                                         | 9–4                                         | 9–4                                         | Division                                    | 6–4                                         | 6–4                                         |
| Division Sud-Est    | Division Sud-Est                            | Division Sud-Est                            | Division Sud-Est                            | Division Sud-Est                            | Division Sud-Ouest                          | Division Sud-Ouest                          | Division Sud-Ouest                          |
| Équipe              | Domicile                                    | Domicile                                    | Extérieur                                   | Extérieur                                   | Équipe                                      | Domicile                                    | Extérieur                                   |
| Atlanta             | 109-106                                     | 112-107                                     | 123-115                                     |                                             | Dallas                                      | 116-106                                     | 109-103                                     |
| Charlotte           | 119-93                                      |                                             | 108-87                                      | 109-92                                      | Houston                                     | 110-111 (OT)                                | 105-116                                     |
| Miami               | 112-93                                      |                                             | 109-101                                     |                                             | Memphis                                     | 119-95                                      |                                             |
| Orlando             | 116-100                                     |                                             | 109-98                                      |                                             | New Orleans                                 | 140-105                                     | 108-123                                     |
| Washington          | 140-133                                     |                                             | 94-99                                       |                                             | San Antonio                                 | 114-129                                     | 135-115                                     |
| Matchs à Orlando    |                                             |                                             |                                             |                                             |                                             |                                             |                                             |
| Miami               |                                             |                                             | 106-112                                     |                                             | Memphis                                     |                                             | 122-107                                     |
| Orlando             | 122-119 (OT)                                |                                             |                                             |                                             |                                             |                                             |                                             |
| Washington          | 90-96                                       |                                             |                                             |                                             |                                             |                                             |                                             |
|                     | 7–1                                         | 7–1                                         | 5–2                                         | 5–2                                         |                                             | 3–2                                         | 3–2                                         |
| Division            | 12–3                                        | 12–3                                        | 12–3                                        | 12–3                                        | Division                                    | 6–4                                         | 6–4                                         |
| Conférence          | 30–13 (Domicile : 17–5; Extérieur : 13–8)   | 30–13 (Domicile : 17–5; Extérieur : 13–8)   | 30–13 (Domicile : 17–5; Extérieur : 13–8)   | 30–13 (Domicile : 17–5; Extérieur : 13–8)   | Conférence                                  | 18–11 (Domicile : 9–5; Extérieur : 9–6)     | 18–11 (Domicile : 9–5; Extérieur : 9–6)     |
| Total               | 48–24 (Domicile : 26–10; Extérieur : 22–14) | 48–24 (Domicile : 26–10; Extérieur : 22–14) | 48–24 (Domicile : 26–10; Extérieur : 22–14) | 48–24 (Domicile : 26–10; Extérieur : 22–14) | 48–24 (Domicile : 26–10; Extérieur : 22–14) | 48–24 (Domicile : 26–10; Extérieur : 22–14) | 48–24 (Domicile : 26–10; Extérieur : 22–14) |

## Classements de la saison régulière
| Conférence Est | Conférence Est         | Conférence Est | Conférence Est | Conférence Est | Conférence Est | Conférence Est | Conférence Est |
| No             | Franchise              | Vic.           | Déf.           | MJ             | V/D            | GB             |                |
| -------------- | ---------------------- | -------------- | -------------- | -------------- | -------------- | -------------- | -------------- |
| 1              | Bucks de Milwaukee     | 56             | 17             | 73             | .767           | –              |                |
| 2              | Raptors de Toronto     | 53             | 19             | 72             | .736           | 2.5            |                |
| 3              | Celtics de Boston      | 48             | 24             | 72             | .667           | 7.5            |                |
| 4              | Pacers de l'Indiana    | 45             | 28             | 73             | .616           | 11             |                |
| 5              | Heat de Miami          | 44             | 29             | 73             | .603           | 12             |                |
| 6              | 76ers de Philadelphie  | 43             | 30             | 73             | .589           | 13             |                |
| 7              | Nets de Brooklyn       | 35             | 37             | 72             | .486           | 20.5           |                |
| 8              | Magic d'Orlando        | 33             | 40             | 73             | .452           | 23             |                |
|                |                        |                |                |                |                |                |                |
| 9              | Wizards de Washington¹ | 25             | 47             | 72             | .347           | 30.5           |                |
| 10             | Hornets de Charlotte   | 23             | 42             | 65             | .354           | 29             |                |
| 11             | Bulls de Chicago       | 22             | 43             | 65             | .338           | 30             |                |
| 12             | Knicks de New York     | 21             | 45             | 66             | .318           | 31.5           |                |
| 13             | Pistons de Détroit     | 20             | 46             | 66             | .303           | 32.5           |                |
| 14             | Hawks d'Atlanta        | 20             | 47             | 67             | .299           | 33             |                |
| 15             | Cavaliers de Cleveland | 19             | 46             | 65             | .292           | 33             |                |

| Division Atlantique   | V  | D  | MJ | V/D  | GB   | Dom   | Ext   | Div  |
| --------------------- | -- | -- | -- | ---- | ---- | ----- | ----- | ---- |
| Raptors de Toronto    | 53 | 19 | 72 | .736 | –    | 26–10 | 27–9  | 9–5  |
| Celtics de Boston     | 48 | 24 | 72 | .667 | 4.5  | 26–10 | 22–14 | 9–6  |
| 76ers de Philadelphie | 43 | 30 | 73 | .589 | 10.5 | 31–4  | 12–26 | 11–5 |
| Nets de Brooklyn      | 35 | 37 | 72 | .486 | 17.5 | 20–16 | 15–21 | 6–10 |
| Knicks de New York    | 21 | 45 | 66 | .318 | 28.5 | 11–22 | 10–23 | 2–11 |

## Effectif
| Celtics de Boston Effectif actuel               | Celtics de Boston Effectif actuel | Celtics de Boston Effectif actuel | Celtics de Boston Effectif actuel | Celtics de Boston Effectif actuel |
| ----------------------------------------------- | --------------------------------- | --------------------------------- | --------------------------------- | --------------------------------- |
| Entraîneur : Brad Stevens                       |                                   |                                   |                                   |                                   |
| Arrière / Ailier                                | 7                                 | Drapeau des États-Unis            | Jaylen Brown                      | California                        |
| Meneur / Arrière                                | 4                                 | Drapeau des États-Unis            | Carsen Edwards (R)                | Purdue                            |
| Pivot                                           | 99                                | Drapeau du Sénégal                | Tacko Fall (R) (TW)               | UCF                               |
| Arrière / Ailier                                | 43                                | /                                 | Javonte Green (R)                 | Radford (en)                      |
| Ailier / Ailier fort                            | 20                                | Drapeau des États-Unis            | Gordon Hayward                    | Butler                            |
| Pivot                                           | 11                                | Drapeau de la Turquie             | Enes Kanter                       | Fenerbahçe SK                     |
| Arrière                                         | 45                                | Drapeau des États-Unis            | Romeo Langford (R)                | Indiana                           |
| Ailier / Ailier fort                            | 37                                | Drapeau des États-Unis            | Semi Ojeleye                      | SMU                               |
| Pivot                                           | 77                                | Drapeau de la France              | Vincent Poirier (R)               | Saski Baskonia                    |
| Meneur / Arrière                                | 36                                | Drapeau des États-Unis            | Marcus Smart                      | Oklahoma State                    |
| Ailier / Ailier fort                            | 0                                 | Drapeau des États-Unis            | Jayson Tatum                      | Duke                              |
| Ailier fort / Pivot                             | 27                                | Drapeau de l'Allemagne            | Daniel Theis                      | Brose Baskets                     |
| Meneur                                          | 8                                 | Drapeau des États-Unis            | Kemba Walker                      | Connecticut                       |
| Meneur                                          | 9                                 | Drapeau des États-Unis            | Bradley Wanamaker                 | Pittsburgh                        |
| Meneur                                          | 51                                | /                                 | Tremont Waters (R) (TW)           | LSU                               |
| Ailier / Ailier fort                            | 12                                | Drapeau des États-Unis            | Grant Williams (R)                | Tennessee                         |
| Pivot                                           | 44                                | Drapeau des États-Unis            | Robert Williams                   | Texas A&M                         |
| (R) - Rookie, (TW) - Two-way contract, - Blessé |                                   |                                   |                                   |                                   |

## Récompenses durant la saison
Récapitulatif des récompenses obtenues par les joueurs de l'équipe durant la saison.
| Date                      | Joueur       | Récompense                                  |
| ------------------------- | ------------ | ------------------------------------------- |
| 23 décembre - 29 décembre | Jaylen Brown | Joueur de la semaine dans la conférence Est |
| 27 janvier - 2 février    | Jaylen Brown | Joueur de la semaine dans la conférence Est |
| 3 février - 9 février     | Jayson Tatum | Joueur de la semaine dans la conférence Est |
| 16 février                | Kemba Walker | ☆ All-Star 2020 ☆                           |
| 16 février                | Jayson Tatum | ☆ All-Star 2020 ☆                           |
| Février                   | Jayson Tatum | Joueur du mois de la conférence Est         |
| 9 septembre               | Marcus Smart | NBA All-Defensive First Team                |
| 16 septembre              | Jayson Tatum | All-NBA Third Team                          |

## Transactions
Le détail des différents contrats signés par l'équipe est disponible dans la section supérieure des contrats des joueurs, avec les montants des salaires.

### Échanges
| Juin      | Juin | Juin                                                                                                | Juin  |
| --------- | --- | --------------------------------------------------------------------------------------------------- | ----- |
| 20 juin   | Vers les Celtics de Boston - Droits sur Ty Jerome (#24) - Droits sur Carsen Edwards (#33)                        | Vers les 76ers de Philadelphie - Droits sur Matisse Thybulle (#20)                                  | [ 7 ] |
| Juillet   | | |       |
| 6 juillet | Vers les Celtics de Boston - Kemba Walker (Sign and Trade) - Second tour de draft 2020 (De New York ou Brooklyn) | Vers les Hornets de Charlotte - Terry Rozier (Sign and Trade) - Second tour de draft 2020 (protégé) | [ 8 ] |
| 6 juillet | Vers les Celtics de Boston - Premier tour de draft 2020 protégé (De Milwaukee)                                   | Vers les Suns de Phoenix - Aron Baynes - Droits sur Ty Jerome (#24)                                 | [ 9 ] |

### Extension de contrat
| Date       | Joueur       | Extension                                                |
| ---------- | ------------ | -------------------------------------------------------- |
| 21/10/2019 | Jaylen Brown | 107 000 000 $ sur 4 ans à partir de la saison 2020-2021. |

### Joueurs qui re-signent
| Date       | Joueur            |
| ---------- | ----------------- |
| 16/07/2019 | Daniel Theis      |
| 17/07/2019 | Bradley Wanamaker |

### Options dans les contrats
| Date       | Joueur            | Option                                                                     |
| ---------- | ----------------- | -------------------------------------------------------------------------- |
| 12/06/2019 | Aron Baynes       | Aron Baynes active son option joueur.                                      |
| 12/06/2019 | Kyrie Irving      | Kyrie Irving décline son option joueur.                                    |
| 18/06/2019 | Al Horford        | Al Horford décline son option joueur.                                      |
| 29/06/2019 | Jonathan Gibson   | Boston décline la Qualifying Offer.                                        |
| 29/06/2019 | Bradley Wanamaker | Boston décline la Qualifying Offer.                                        |
| 14/10/2019 | Jayson Tatum      | Boston active son option d'équipe de 9 897 120 $ pour la saison 2020-2021. |
| 14/10/2019 | Robert Williams   | Boston active son option d'équipe de 2 029 920 $ pour la saison 2020-2021. |

## Arrivées

### Draft
| Date       | Joueur               | Provenance                     |
| ---------- | -------------------- | ------------------------------ |
| 11/07/2019 | Romeo Langford (#14) | Hoosiers de l'Indiana (NCAA)   |
| 11/07/2019 | Grant Williams (#22) | Volunteers du Tennessee (NCAA) |
| 12/07/2019 | Carsen Edwards (#33) | Boilermakers de Purdue (NCAA)  |

### Agents libres
| Date       | Joueur          | Provenance                            |
| ---------- | --------------- | ------------------------------------- |
| 06/07/2019 | Kemba Walker    | Hornets de Charlotte (Sign and trade) |
| 13/07/2019 | Vincent Poirier | Saski Baskonia                        |
| 17/07/2019 | Enes Kanter     | Trail Blazers de Portland             |
| 25/07/2019 | Javonte Green   | Ratiopharm Ulm                        |
| 25/07/2019 | Tacko Fall      | Knights d'UCF (NCAA)                  |
| 24/09/2019 | Bryce Brown     | Tigers d'Auburn (NCAA)                |
| 26/09/2019 | John Bohannon   | Red Claws du Maine (G-League)         |
| 30/09/2019 | Kaiser Gates    | Bulls de Windy City (G-League)        |
| 30/09/2019 | Yante Maten     | Heat de Miami                         |
| 11/10/2019 | Max Strus       | Blue Demons de DePaul (NCAA)          |
| 18/10/2019 | Justin Bibbs    | Clippers de Los Angeles               |
| 19/10/2019 | Dorian Pickens  | Limburg Towers                        |

### Two-way contracts
| Date       | Joueur               | Provenance                   |
| ---------- | -------------------- | ---------------------------- |
| 18/07/2019 | Max Strus            | Blue Demons de DePaul (NCAA) |
| 25/07/2019 | Tremont Waters (#51) | Tigers de LSU (NCAA)         |
| 13/10/2019 | Tacko Fall           | Knights d'UCF (NCAA)         |

## Départs

### Agents libres
| Date       | Joueur          | Nouvelle équipe                       |
| ---------- | --------------- | ------------------------------------- |
| 06/07/2019 | Kyrie Irving    | Nets de Brooklyn                      |
| 06/07/2019 | Terry Rozier    | Hornets de Charlotte (Sign-and-Trade) |
| 10/07/2019 | Al Horford      | 76ers de Philadelphie                 |
| 15/07/2019 | Marcus Morris   | Knicks de New York                    |
| 26/07/2019 | R. J. Hunter    | Türk Telekomspor                      |
| 12/08/2019 | P. J. Dozier    | Nuggets de Denver                     |
| 13/11/2019 | Jonathan Gibson | Jiangsu Dragons                       |

### Joueurs coupés
| Date       | Joueur             | Nouvelle équipe ¹    |
| ---------- | ------------------ | -------------------- |
| 10/07/2019 | Guerschon Yabusele | Nanjing Monkey Kings |
| 28/09/2019 | John Bohannon      |                      |
| 28/09/2019 | Bryce Brown        |                      |

¹ Il s'agit de l’équipe pour laquelle le joueur a signé après son départ, il a pu entre-temps changer d'équipe ou encore de pays.

### Joueurs non retenus au training camp
Liste des joueurs non retenus pour commencer la saison NBA.
| Joueur         |
| -------------- |
| Justin Bibbs   |
| Kaiser Gates   |
| Yante Maten    |
| Dorian Pickens |
| Max Strus      |

## Situation à la fin de saison

### Joueurs "agents libres"
| Joueur         | Fin de saison         |
| -------------- | --------------------- |
| Tacko Fall     | Agent libre restreint |
| Brad Wanamaker | Agent libre restreint |
| Tremont Waters | Agent libre restreint |

### Options en fin de saison
| Joueur         | Fin de saison    |
| -------------- | ---------------- |
| Gordon Hayward | Option joueur.   |
| Enes Kanter    | Option joueur.   |
| Semi Ojeleye   | Option d'équipe. |